# Eugen Brütting
Eugen Brütting (* 26. Januar 1918 in Nürnberg; † 1991) war ein deutscher Schuhmacher und Sportschuhfabrikant.

## Leben und Wirken
Brütting wurde als „Schuhmodelleur“ ausgebildet und hielt sich danach mehrfach im Ausland auf. Bereits 1946 begann er mit der selbständigen Schuhfabrikation in Franken. 1965 gründete er den Unternehmenszweig EB-Sport-International mit dem Schwerpunkt Leichtathletik.
In den späten 1960er-Jahren entwickelte er in Zusammenarbeit mit dem neuseeländischen Leichtathletiktrainer Arthur Lydiard den neuartigen Laufschuh „Roadrunner“, der 1970 auf den Markt kam, und legte damit einen der Grundsteine für die Entwicklung moderner Laufschuhe.
Die EB-Sport-International wurde in den 1980er Jahren von der GEKA-Sport GmbH übernommen und firmiert heute als Brütting & Co. EB-Sport Int. Für das fusionierte Unternehmen war Brütting noch bis zu seinem Tode als Schuhmodelleur und Berater tätig.